# PAWR
PAWR (англ. Pro-apoptotic WT1 regulator) – білок, який кодується однойменним геном, розташованим у людей на короткому плечі 12-ї хромосоми. Довжина поліпептидного ланцюга білка становить 340 амінокислот, а молекулярна маса — 36 568.
| 10         |  | 20         |  | 30         |  | 40         |  | 50         |
| ---------- |  | ---------- |  | ---------- |  | ---------- |  | ---------- |
| MATGGYRTSS |  | GLGGSTTDFL |  | EEWKAKREKM |  | RAKQNPPGPA |  | PPGGGSSDAA |
| GKPPAGALGT |  | PAAAAANELN |  | NNLPGGAPAA |  | PAVPGPGGVN |  | CAVGSAMLTR |
| AAPGPRRSED |  | EPPAASASAA |  | PPPQRDEEEP |  | DGVPEKGKSS |  | GPSARKGKGQ |
| IEKRKLREKR |  | RSTGVVNIPA |  | AECLDEYEDD |  | EAGQKERKRE |  | DAITQQNTIQ |
| NEAVNLLDPG |  | SSYLLQEPPR |  | TVSGRYKSTT |  | SVSEEDVSSR |  | YSRTDRSGFP |
| RYNRDANVSG |  | TLVSSSTLEK |  | KIEDLEKEVV |  | RERQENLRLV |  | RLMQDKEEMI |
| GKLKEEIDLL |  | NRDLDDIEDE |  | NEQLKQENKT |  | LLKVVGQLTR |  |            |

A: Аланін

C: Цистеїн

D: Аспарагінова кислота

E: Глутамінова кислота

F: Фенілаланін

G: Гліцин

I: Ізолейцин

K: Лізин

L: Лейцин

M: Метіонін

N: Аспарагін

P: Пролін

Q: Глутамін

R: Аргінін

S: Серин

T: Треонін

V: Валін

W: Триптофан

Кодований геном білок за функцією належить до фосфопротеїнів. 
Задіяний у таких біологічних процесах, як апоптоз, транскрипція, регуляція транскрипції. 
Локалізований у цитоплазмі, ядрі.